# ملیویا واشینگتن
ملیویا واشینگتن (انگلیسی: MaliVai Washington؛ زاده ۲۰ ژوئن ۱۹۶۹) یک تنیس‌باز اهل ایالات متحده آمریکا است.